# Eruga haseltinei
Eruga haseltinei är en stekelart som beskrevs av Ian D. Gauld 1991. Eruga haseltinei ingår i släktet Eruga och familjen brokparasitsteklar. Inga underarter finns listade i Catalogue of Life.